# アークヒルズサウスタワー
アークヒルズサウスタワーは、東京都港区六本木一丁目にある超高層ビルである。アークヒルズの南側に位置する。

## 概要
1970年代に建設され、十分な耐震性能のなかった六本木21森ビル及び六本木25森ビルを解体し、その跡地を一体的に再整備して建設された。
地下3階と地下2階には駐車場、地下1階から地上2階には「アークキッチン」などの店舗、3階にはスモールオフィス、4階から20階にはオフィス、屋上には都心部の超高層オフィスの屋上としては最大級の規模となる約1100m²の屋上庭園「スカイパーク」が入る。また、アークヒルズとの間には新たに歩行者デッキ「アークさくら橋」が設置された。
屋上庭園「スカイパーク」は通常時一般非公開であるが、期間限定で一般開放される時がある。

## 周辺施設
- アークヒルズ
- 泉ガーデンタワー
- 住友不動産六本木グランドタワー
- 六本木ティーキューブ
- 東京メトロ南北線 六本木一丁目駅